# Volujak (montagne)
Pour les articles homonymes, voir Volujak.
Le mont Volujak  (à ne pas confondre avec le pic Volujak, tout proche, point culminant du Vlasulja, à 2 336 mètres d'altitude) est une montagne des Alpes dinariques située à proximité du Maglić. Il culmine à 2 296 mètres d'altitude au pic Studenac, en Bosnie-Herzégovine.